# Enosis Neon Paralimni FC
Enosis Neon Paralimni är en fotbollsklubb från Paralimni på Cypern, bildad  1936. Klubben spelar sedan 1969 i den högsta divisionen på Cypern, vilken man aldrig degraderats från. 
Den förste svensk som spelat för Enosis Neon Paralimni, och även den förste svensk som någonsin spelat i cypriotiska ligan, var Malmö FF spelaren Caspar Pauckstadt säsongen 1987/88. Andra svenska spelarna Jörgen Wålemark, Håkan Svensson och Samuel Wowoah har gjort kortare sejourer i klubben.

## Placering tidigare säsonger
| Säsong  | Nivå | Liga            | Placering | Referens | Notering                               |
| ------- | ---- | --------------- | --------- | -------- | -------------------------------------- |
| 2008/09 | 1    | First Division  | 10        | [ 1 ]    |                                        |
| 2009/10 | 1    | First Division  | 6         | [ 2 ]    |                                        |
| 2010/11 | 1    | First Division  | 6         | [ 3 ]    |                                        |
| 2011/12 | 1    | First Division  | 11        | [ 4 ]    |                                        |
| 2012/13 | 1    | First Division  | 8         | [ 5 ]    |                                        |
| 2013/14 | 1    | First Division  | 13        | [ 6 ]    | Nedflyttad till Second Division        |
| 2014/15 | 2    | Second Division | 1         | [ 7 ]    | Uppflyttad till Cypriot First Division |
| 2015/16 | 1    | First Division  | 13        | [ 8 ]    | Nedflyttad till Second Division        |
| 2016/17 | 2    | Second Division | 6         | [ 9 ]    |                                        |
| 2017/18 | 2    | Second Division | 1         | [ 10 ]   | Uppflyttad till Cypriot First Division |
| 2018/19 | 1    | First Division  | 10        | [ 11 ]   |                                        |
| 2019/20 | 1    | First Division  | p         | [ 12 ]   | pandemin                               |
| 2020/21 | 1    | First Division  | 13        | [ 13 ]   | Nedflyttad till Second Division        |
| 2021/22 | 2    | Second Division | 4         | [ 14 ]   | Uppflyttad till Cypriot First Division |
| 2022/23 | 1    | First Division  | 12        | [ 15 ]   | Nedflyttad till Second Division        |